# General Prim, 22
El edificio situado en la calle General Prim, 22 es un edificio modernista del Ensanche Modernista de la ciudad española de Melilla y que forma parte del Conjunto Histórico Artístico de la Ciudad de Melilla, un Bien de Interés Cultural.

## Historia
Fue construido sobre 1911, según diseño de Enrique Nieto.

## Descripción
Está construido con paredes de mampostería de piedra local y ladrillo macizo y bovedillas de ladrillo macizo para los techos.
Consta de planta baja, tres plantas sobre esta y otra que no ocupa toda la superficie. Su planta baja cuenta con cinco vanos, siendo el central el que conduce al portal. 
Sus plantas altas cuentan con ventanas, con rejas de forja, enmarcadas y con graciosas molduras sobre sus dinteles.<